# Mayurasana

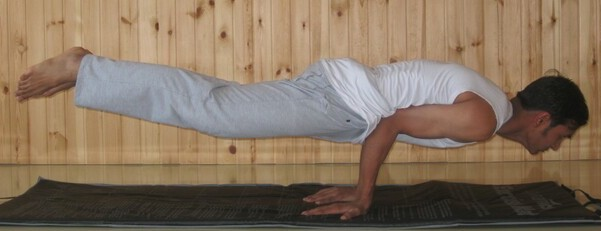
Mayurasana

Mayurasana (Sanskriet voor pauwhouding) is een houding of asana.
| Sanskriet | vertaling                   |
| mayura    | pauw                        |
| asana     | houding (letterlijk: 'zit') |

## Beschrijving
Deze houding begint liggend op de buik. Beide handpalmen worden naast de taille op de grond gezet. Het lichaam ligt in een volledig rechte en horizontale lijn, met de tenen en de kin in de grond. Dan wordt het lichaam in zijn geheel in balans omhoog geheven, zodat het alleen nog op de handpalmen rust. Het lichaam blijft parallel met de grond.
De bovenstaande beschrijving vereist veel armkracht en er zijn ook andere manieren om de houding in te zetten. Bijvoorbeeld door het gewicht meer naar voren te brengen, waarbij de benen schuin naar boven wijzen. Een andere mogelijkheid is het door de benen aan het begin van de houding dicht bij de romp te houden en eerst het hoofd en de romp in balans te brengen. Later kunnen de benen dan in de verkregen balans in een horizontale positie worden gebracht.